# Serranía del Baudó
La serranía del Baudó è una catena montuosa costiera della Regione del Pacifico colombiano e di Panama. È separata dalla Cordigliera Occidentale (Colombia) dal fiume Atrato, valle nella quale si trovano i municipi di Bojayá, Medio Atrato, Murindó, Vigía del Fuerte e Quibdó. Si estende dal sud, dove è circondata dal fiume Baudó, fino al nord e leggermente a occidente, terminando vicino al Golfo di San Miguel, in Panama, dove riceve il nome di Serranía del Sapo. Tecnicamente, il territorio interessato va oltre il fiume Baudó, fino alla baia di Buenaventura (Colombia), ma con il passare del tempo la zona è stata erosa finendo per convertirsi in paludi e colline.
Da Cabo Corrientes a punta Ardita riceve anche il nome di Serranía de los Saltos ed è costituita da una vasta serie di falesie che raggiungono i 70 metri, con piccole rientranze che formano baie e insenature con spiagge a forma di tasca; alcune sabbiose, ma la maggior parte formate da pietre e ciottoli. Tuttavia, vicino alle foci dei fiumi e dei torrenti, le spiagge tendono ad essere più estese e possono persino contenere mangrovie.
La principale altura della Serranía del Baudó è l'Alto del Buey, da dove nasce il Baudó; e insieme alla serranía del Darién forma un complesso conosciuto come Cordigliera del Chocó.

## Geologia
Geologicamente, la cordigliera è un'estensione dell'Istmo di Panama. Si è generata durante il Cretacico inferiore e il Paleocene, successivamente al compattarsi dei vulcani oceanici quando la Placca di Nazca è stata spinta verso occidente dalla Placca sudamericana. La regione è attiva ancora dal punto di vista del movimento delle placche, e si muove verso oriente con una velocità di 3,7 centimetri all'anno.